# Neutrophile Dermatose
Als neutrophile Dermatosen werden Hauterkrankungen zusammengefasst, bei denen es zu einer akuten Entzündung der Haut durch Infiltration Neutrophiler Granulozyten („Neutrophiler“) ohne infektiöse Ursache kommt. Normalerweise ist eine Infiltration solcher „neutrophiler“ Abwehrzellen eine typische Reaktion auf eine meist bakterielle
Als neutrophile Dermatosen werden mehrere vorwiegend dermatologische Erkrankungen zusammengefasst, die mehr oder weniger häufig auch Symptome in anderen Organen aufweisen; insbesondere zählen dazu:
- Sweet-Syndrom, auch als akute febrile neurophile Dermatose bezeichnet
- Pyoderma gangraenosum mit Absterben (Gangrän) der Haut und daraus folgenden schmerzhaften Geschwürbildungen (Ulzeration)
- Morbus Behçet, vor allem eine autoimmune Entzündung der Blutgefäße (Vaskulitis)
- Bowel-associated dermatosis–arthritis syndrome (BADAS), eine vorwiegend nach einer jejuno-ilealen Darm-Bypass-Operation auftretende Erkrankung mit Fieber, schmerzhaften Gelenken (Arthralgieen), Muskelschmerzen (Myalgien) und Dermatose
- Rheumatoide neutrophile Dermatitis, die mit einer Rheumatoiden Arthritis verbunden ist.

Typisch, einzigartig und pathognomonisch für neutrophile Dermatosen ist die Pathergie, eine akute und unspezifische Entzündungsreaktion der Haut auf minimale Traumata, wie Nadelstiche (so an der Eintrittsstelle von peripheren Venenkathetern oder anderen transkutanen Kathetern). Dabei bilden sich in ein bis zwei Tagen rund um die Einstichstelle Papeln, Plaques, Pusteln oder Hautgeschwüre. Früher diente eine Pathergie-Reaktion auf einen Einstich mit einer 18G-Kanüle als diagnostisches Kriterium für den Morbus Behçet, sie kann aber bei allen neutrophilen Dermatosen auftreten.
Die Pathogenese und die Ätiologie sind nicht ausreichend geklärt. Durch eine Fehlregulierung des angeborenen („innate“) Immunsystems und mit Überaktivierung proinflamamtorischer Zytokine wie TNF-α und Interleukine der IL-1-Familie kommt es zu einer Fehlaktivierung von neutrophilen Granulozyten. Auch die Konzentration des Zytokins  G-CSF, das die Bildung von Granulozyten anregt, ist erhöht und möglicherweise ist die Konzentration mit der Schwere der Krankheit assoziiert.
Zur Diagnosestellung ist in der Regel eine Hautbiopsie notwendig, bei der ein typisches histologisches Bild mit dichten diffusen Infiltrationen der Haut mit Neutrophilen erscheint, teilweise auch des Unterhautgewebes (Subkutis), das einem Abszess ähnlich sehen kann.
Teilweise kann es besonders bei der akuten Form des Sweet-Syndroms klinisch zu einem Sepsis-artigen Bild kommen, aber ohne Erreger, weshalb auch eine antibiotische Therapie keinen Erfolg hat. Stattdessen sind Corticoide die Therapie der Wahl, mit teilweise dramatischen klinischen Verbesserungen innerhalbd er ersten zwei Tage.
Bei Hautgeschwüren besteht die Gefahr, dass ein chirurgisches Débridement, wie dies bei anderen Ulzerationen angezeigt ist, zu einer pathergischen Verschlechterung mit erheblicher Größenzunahme des Geschwürs kommen kann, worauf in einem katastrophalen Verlauf wieder ein chirurgisches Débridement erfolgt.